# جوليو كويلو
جوليو كويلو (بالبرتغالية: Júlio Manuel Pires Coelho) هو لاعب كرة قدم برتغالي في مركز حراسة المرمى، ولد في 18 يوليو 1984 في مدينة باكوس دي فيريرا في البرتغال. لعب مع نادي باسوش دي فيريرا ونادي بيلينينسش.

## وصلات خارجية
- جوليو كويلو على موقع قاعدة بيانات كرة القدم.إي يو (الإنجليزية)
- جوليو كويلو على موقع Soccerway.com (الإنجليزية)
- جوليو كويلو على موقع AS.com (الإسبانية)